# Heta
Das Heta ist ein zeitweise verwendeter Buchstabe des griechischen Alphabets für den Laut [⁠h⁠]. Zuvor war es die vorklassische Bezeichnung für den 7. Buchstaben Eta.

## Herkunft
Hauptartikel: Altgriechische Phonologie, Frikative.

Verschiedene Schreibungen des Namens „Hera“. Links: historische Schreibung, rechts: moderne Transkription. Rot: konsonantisches „Heta“, blau: vokalisches Eta.
1) Alt-Athen u. a.
2) klassisch (Ionisch)
3) Delphi u. a.
4) Tarent u. a.
5) spätantik.

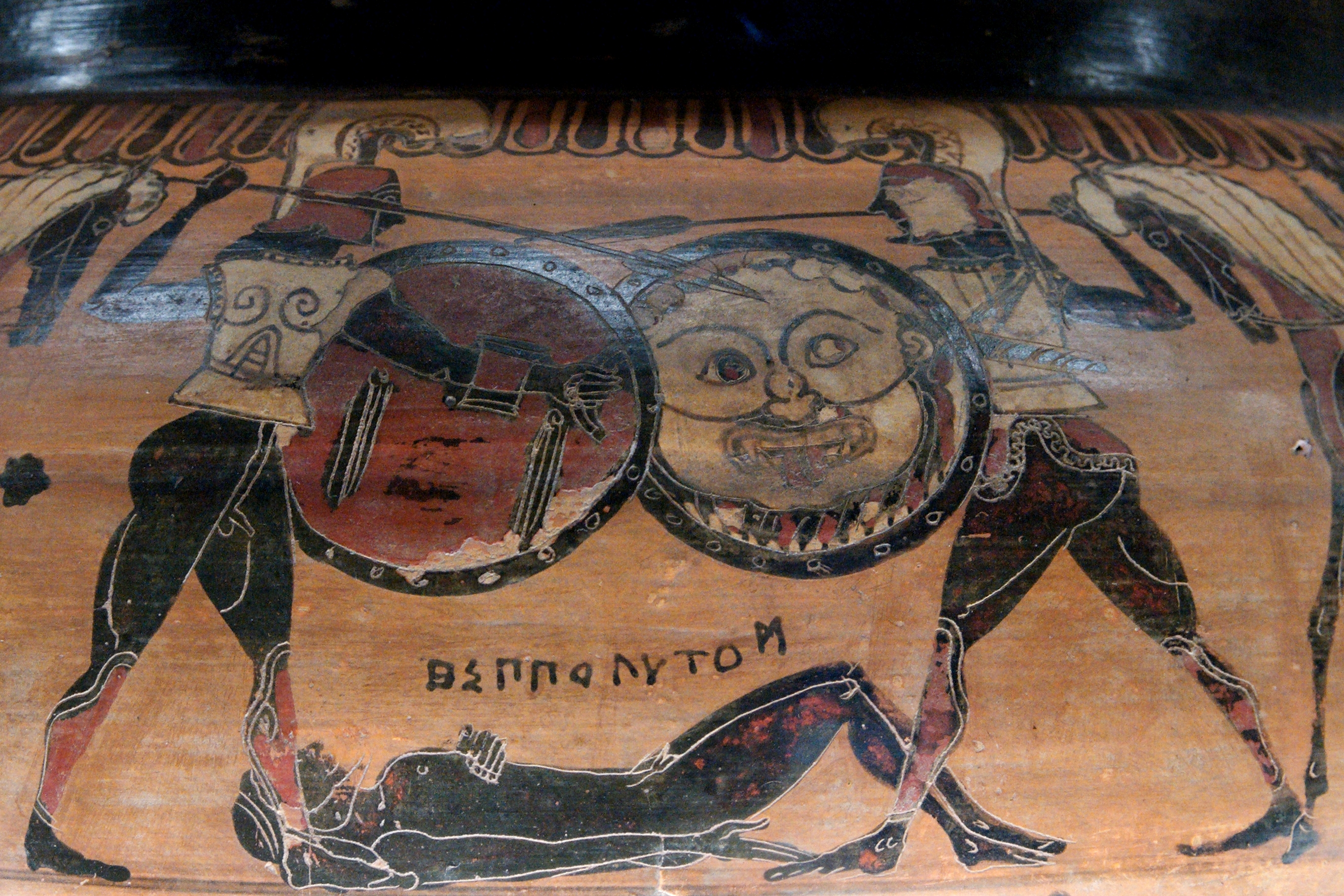
Der Name „Hippolytos“ auf einem korinthischen Krater, ca. 575–550 v. Chr. Zu sehen sind geschlossenes „Heta“, gezacktes Iota, archaisches Pi sowie M-förmiges San.

Das H-Zeichen wurde zuerst aus dem phönizischen Alphabet als Buchstabe Η Heta übernommen und für den rauen Hauch [⁠h⁠] verwendet. Hierüber gelangte es auch ins Lateinische Alphabet, wo es zum heutigen H wurde. Als im ionischen Dialekt der Laut [h] verstummte, wurde das Zeichen Η als Eta für den Laut [⁠ε:⁠] verwendet. Als dann allerdings das ionische Alphabet auch in den Regionen eingeführt wurde, die den rauen Hauch [h] sprachen (insbesondere in Attika), fehlte für diesen ein Zeichen. Deshalb wurde in manchen Inschriften der Buchstabe Η mittig senkrecht halbiert und für den Hauchlaut [h] am Anfang eines mit Vokal oder R anfangenden Wortes die linke Hälfte des Großbuchstabens Η (Ͱ, ähnlich ├) verwendet, für das Anlauten eines Wortes nur mit Vokal (ohne Hauch) die rechte Hälfte des Großbuchstabens Η (Ͱ, ähnlich ┤). Später während der hellenistischen und byzantinischen Zeit entwickelten sich daraus die beiden Zeichen Spiritus asper (῾) und Spiritus lenis (᾿).